# Красьє
Красьє (фр. Crassier) — громада  в Швейцарії в кантоні Во, округ Ньйон.

## Географія
Громада розташована на відстані близько 120 км на південний захід від Берна, 45 км на південний захід від Лозанни.
Красьє має площу 2 км², з яких на 21,3% дозволяється будівництво (житлове та будівництво доріг), 67,8% використовуються в сільськогосподарських цілях, 10,9% зайнято лісами, 0% не є продуктивними (річки, льодовики або гори).

## Демографія
2019 року в громаді мешкало 1174 особи (+5% порівняно з 2010 роком), іноземців було 23,9%. Густота населення становила 578 осіб/км².
За віковим діапазоном населення розподілялося таким чином: 27,3% — особи молодші 20 років, 59,8% — особи у віці 20—64 років, 12,9% — особи у віці 65 років та старші. Було 450 помешкань (у середньому 2,6 особи в помешканні).
Із загальної кількості 465 працюючих 26 було зайнятих в первинному секторі, 164 — в обробній промисловості, 275 — в галузі послуг.